# Barbara Haas
Barbara Haas (ur. 19 marca 1996 w Steyr) – austriacka tenisistka.

## Kariera tenisowa
W przeciągu kariery zwyciężyła w szesnastu singlowych i trzech deblowych turniejach rangi ITF. 24 lutego 2020 roku zajmowała najwyższe miejsce w rankingu singlowym WTA Tour – 133. pozycję. W rankingu deblowym najwyżej była sklasyfikowana na 164. miejscu (27 września 2021).
Reprezentantka kraju w Pucharze Federacji.

## Finały turniejów WTA
| Legenda                     | Legenda |
| --------------------------- | ------- |
| Wielki Szlem                |         |
| Igrzyska olimpijskie        |         |
| WTA Tour Championships      |         |
| 2009 – 2020                 |         |
| WTA Premier Mandatory       |         |
| WTA Premier 5               |         |
| WTA Premier                 |         |
| WTA International Series    |         |
| WTA 125K series (2012–2020) |         |

### Gra podwójna 2 (0–2)
| Końcowy wynik | Nr | Data                 | Turniej | Nawierzchnia  | Partnerka   | Przeciwniczki                         | Wynik finału |
| ------------- | -- | -------------------- | ------- | ------------- | ----------- | ------------------------------------- | ------------ |
| Finalistka    | 1. | 13 października 2019 | Linz    | Twarda (hala) | Xenia Knoll | Barbora Krejčíková Kateřina Siniaková | 4:6, 3:6     |
| Finalistka    | 2. | 16 lutego 2020       | Hua Hin | Twarda        | Ellen Perez | Arina Rodionowa Storm Sanders         | 3:6, 3:6     |

## Wygrane turnieje rangi ITF
| turnieje z pulą nagród 100 000 $   |
| turnieje z pulą nagród 75/80 000 $ |
| turnieje z pulą nagród 50/60 000 $ |
| turnieje z pulą nagród 25 000 $    |
| turnieje z pulą nagród 15 000 $    |
| turnieje z pulą nagród 10 000 $    |

### Gra pojedyncza
|     | Data       | Turniej         | ($)    | Naw.   | Finalistka          | Wynik            |
| 1.  | 04/08/2012 | Wiedeń          | 10 000 | ziemna | Amandine Hesse      | 6:1, 6:4         |
| 2.  | 07/12/2013 | Dżibuti         | 10 000 | twarda | Lee Hua-chen        | 6:4, 6:3         |
| 3.  | 14/12/2013 | Dżibuti         | 10 000 | twarda | Lee Hua-chen        | 6:3, 6:3         |
| 4.  | 27/07/2014 | Bad Waltersdorg | 10 000 | ziemna | Iva Mekovec         | 7:6(6), 6:3      |
| 5.  | 06/09/2014 | St. Pölten      | 10 000 | ziemna | Anna Remondina      | 7:6(1), 0:6, 6:1 |
| 6.  | 22/08/2015 | Graz            | 10 000 | ziemna | Julia Grabher       | 1:6, 6:1, 6:2    |
| 7.  | 20/09/2015 | Podgorica       | 25 000 | ziemna | Doroteja Erić       | 6:3, 6:1         |
| 8.  | 19/12/2015 | Mumbaj          | 25 000 | twarda | Aryna Sabalenka     | 7:6(2), 7:6(6)   |
| 9.  | 29/02/2016 | Port Pirie      | 25 000 | twarda | Arina Rodionowa     | 6:4, 5:7, 6:4    |
| 10. | 27/03/2016 | Naples          | 25 000 | ziemna | Jelizaweta Janczuk  | 3:6, 6:2, 6:2    |
| 11  | 09/04/2017 | Jackson         | 25 000 | ziemna | Sophie Chang        | 6:4, 6:7(3), 6:4 |
| 12  | 09/09/2018 | Sofia           | 25 000 | ziemna | Katharina Hobgarski | 6:3, 6:2         |
| 13  | 22/12/2018 | Navi Mumbai     | 25 000 | twarda | Diāna Marcinkēviča  | 0:6, 6:3, 7:5    |
| 14  | 11/08/2019 | Hechingen       | 60 000 | ziemna | Olga Danilović      | 6:2, 6:1         |
| 15  | 01/09/2019 | Praga           | 25 000 | ziemna | Julyette Steur      | 7:5, 4:6, 6:0    |
| 16  | 22/12/2019 | Navi Mumbai     | 25 000 | twarda | Sunam Jeong         | 4:6, 6:2, 7:6    |